# 緹莉·拉姆齊
玛蒂达·伊丽莎白·拉姆齐（Matilda Elizabeth Ramsay，2001年11月8日—） 是一位英国电视节目主持人、厨师和社交媒体網絡紅人，以与家人一起在CBBC上播放的BBC烹饪节目Matilda and the Ramsay Bunch而闻名。她曾多次在电视上露面，包括This morning、藍色彼得、小小廚神、Friday Night Jazz和詹姆斯·柯登深夜秀。她的父母分別為名厨戈登·拉姆齐和烹饪书籍作者塔娜·拉姆齊。她与家人居住於英国和美国，并且是英國節目舞動奇蹟的参赛者。2021年，她还是名人美廚競賽（澳洲版）的参赛者，並拿下亞軍，該屆冠軍是前澳式足球隊長尼克·李霍特。